# Sindzsuku
Sindzsuku (japánul: 新宿区, Sindzsuku-ku, nyugaton Shinjuku-ku) Japán fővárosának, Tokiónak egyik kerülete. Ez a város kereskedelmi és adminisztrációs központja, melyben a világ legforgalmasabb vasútállomása, a Sindzsuku pályaudvar, és a Tokiói Fővárosi Önkormányzat épülete található. A Sindzsuku pályaudvar környéke hatalmas üzletházakkal, elektronikai üzletekkel, mozikkal, éttermekkel és bárokkal van tele. Számos nemzetközi hotelhálózat működtet itt hotelt. A városrész legnagyobb zöldterülete a Sindzsuku Gjoen.
2008-ban a kerület lakossága 312 418 fő, népsűrűsége 17 140 fő/km² volt. Sindzsuku teljes területe 18,23 km².

## Földrajz és kerületek
Sindzsukut keletről Csijoda, északról Bunkjo és Tosima, nyugatról Nakano, délről pedig Sibuja és Minato városrész veszi körül.
A jelenlegi Sindzsuku több kisebb városból és faluból nőtte ki magát, amelyek megőrizték függetlenségüket annak ellenére, hogy a tokiói metropolisszal együtt növekedtek.
- Kelet-Sindzsuku: a Sindzsuku vasútállomástól keletre eső terület, történelmi nevén Naito-Sindzsuku. Itt található a polgármesteri hivatal és még néhány kisebb terület:
  - Kabukicsó: egy kabuki színházról nevezték el, amelynek tervét 1940-es évek végén készítették el, de sosem épült meg. Tokió legismertebb vörös lámpás negyede, híres számtalan bárjairól, éttermeiről, pacsinko játéktermeiről, a love hotelekről és szexuális vonatkozású létesítményeiről.[3]
  - Golden Gai: egy szűk utcákkal és sikátorokkal teli, hangulatos kerület több, mint kétszáz bárral és étkezdével, amelyek kis méretük miatt csak pár vendég fogadására képesek. Zenészek, művészek, újságírók, színészek és rendezők találkozóhelye, a bárok rozoga falai tömve vannak filmposzterekkel.[3]
  - Sindzsuku Gjoen: egy hatalmas, 58,3 hektáron elterülő, 3,5 km kerületű park, ahol a hagyományos japán, valamint angol és francia kertészeti stílusok keverednek.
  - Sindzsuku Nicsóme: a tokiói meleg szubkultúra központja, a világon itt található a legtöbb melegbár egy helyen.
- Nyugat-Sindzsuku: történelmi nevén Jodobasi, a Sindzsuku Vasútállomástól nyugatra eső terület, számos felhőkarcolót foglal magába, mint a Tokiói Közigazgatási Torony, illetve a Keio Plaza, Hilton, Hyatt Regency és a Park Hyatt szállodát.
- Ocsiai: Sindzsuku északnyugati csücskében helyezkedik el, többnyire lakóövezet egy kis üzleti negyeddel.
- Ókubo: Tokió történelmi, koreai etnikumú városrészeként ismert. A főúton és a kisebb utcák mentén is koreai boltok és éttermek találhatóak, amelyek nagy részét koreai bevándorlók üzemeltetik.[3]
- Tocuka: Sindzsuku északi részén terül el, magába foglalva a Takadanobaba állomást és a Vaszeda Tudományegyetemet.
- Usigome: egy nagyrészt lakónegyedből álló kerület a város keleti részén.
  - Icsigaja: kereskedelmi terület Sindzsuku keleti felében, a japán hadügyminisztérium székhelye.
  - Kagurazaka: Tokió megmaradt gésanegyedeinek egyike, jelenleg a jelentős francia közösségéről ismert.[4]
- Jocuja: egy előkelő lakó- és üzleti negyed Sindzsuku délkeleti részén. Az Arakicsó terület a számos kisebb éttermekről, bárokról és izakajákról ismert.

## Történelem
A mai Sindzsuku városa 1947. március 15-én keletkezett Jocuja, Usigome és Jodobasi kerület összeolvadásából. Bár Jocuja és Usigome 1878-ban jöttek létre mint Tokió 15 városának egyikei, Jodobashi további négy Totojama megyei városra tagolódott: Jodobashi, Okubo, Tocuka és Ocsiai. Az urbanizációval a négy város lakossága 1920-ról 1930-ra 62%-kal megnőtt, és nyilvánvalóvá váltak az adminisztrációs különbségek a megye és a város között. Éppen ezért megindult a kerületekbe szerveződés folyamata, és 1932 októberében a négy kisebb városból létrejött a Jodobasi kerület. Ekkoriban a Sindzsuku Vasútállomás környéke nyüzsgött az áruházaktól, színházaktól, moziktól és kávézóktól, és Sindzsuku belvárosként növekedett, túlszárnyalva Jocuját és Kagurazakát, Jamanote belvárosát, ami már a Meidzsi-kor óta híres terület.
A Tokió 1945. májustól augusztusig tartó bombázása átalakította a várost. A második világháború előtti Sindzsuku Vasútállomás, Jocuja, Kagurazaka és Takadanobaba belvárosai lángok martalékaivá lettek, és a város nagy részét porig rombolták. A kerületekben lévő épületek 90%-a odaveszett a kitelepítések és a bombázás okozta károk következtében, valamint a 400 ezer fős népesség a háború végére 78 ezer főre csökkent. A város folyamatosan növekedett, lépésről lépésre újjáépülve a káosz után. Az alkotmányos reformáció következtében, ami egy demokratikus nemzet létrejöttét célozta meg, forradalom tört ki a helyi kormányzatok között, és 1947 márciusában megszületett Sindzsuku város Jocuja, Usigome és Jodobasi kerület egybeolvasztásával.

## Gazdaság
Számos vállalatnak Sindzsukuban található a székhelye, vagy tokiói irodája, mint az NTT East telekommunikációs cég, a fényképezőgép-gyártásról híres Olympus Corporation, a Seiko Epson, a Jorudan videójáték-fejlesztő cég, a Nissin, az Airtransse légitársaság, a Shinchosha és Futabasha kiadók, a Yoshinoya gyorsétterem hálózat, az H.I.S. utazási iroda, a Subaru, a Taisei Corporation építkezési vállalat és az Enoki Films anime rendező cég.

## Politika

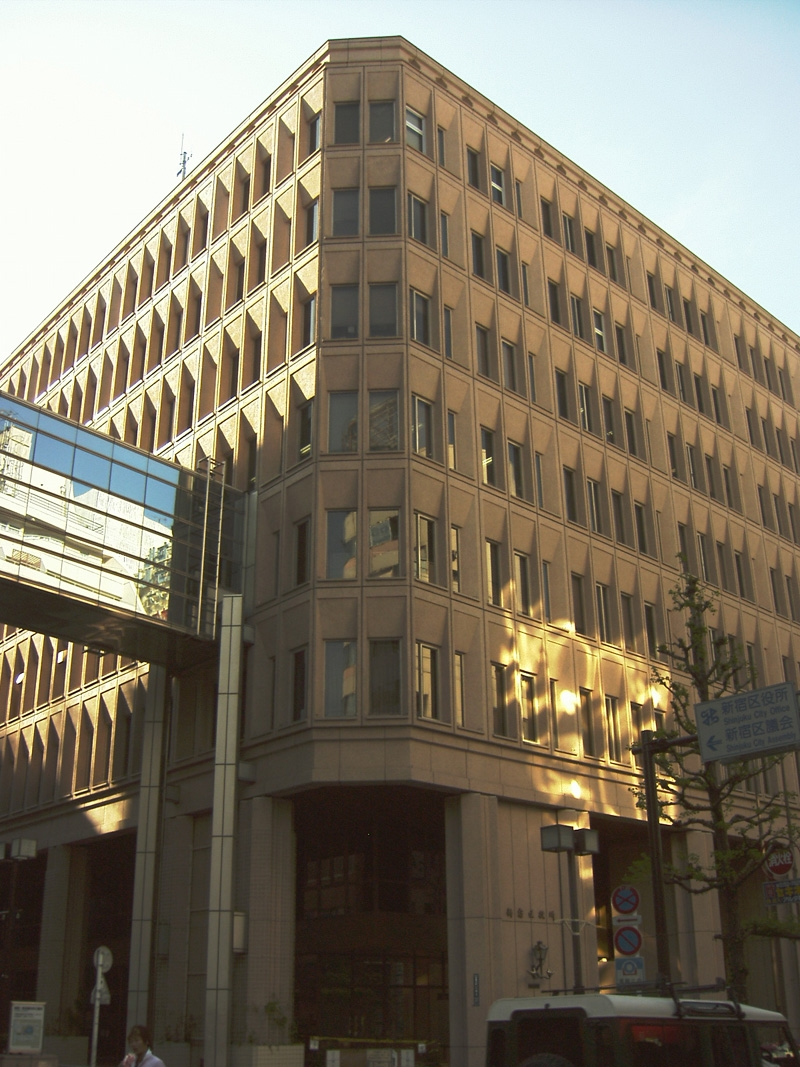
Sindzsuku polgármesteri hivatal

Tokió többi kerületeihez hasonlóan Sindzsukunak is különálló városi státusza van. A polgármester Nakajama Hiroko (japánul: 中山弘子). A kerületi parlament (区議会, kugikai) 38 megválasztott tagból áll; jelenleg a Liberális Demokrata Párt és a Kómeitó párt alkotja a többséget. Szintén jelen van a Demokrata Párt, a Japán Kommunista Párt és a Szociáldemokrata Párt további négy független taggal. Sindzsuku polgármesteri hivatala (区役所 kujakusó) a Kabukicsó negyed délkeleti szélén található.
Sindzsuku a tokiói fővárosi önkormányzat székhelye is egyben. A kormányzói iroda, a fővárosi közgyűlési terem és minden más közigazgatási iroda a Tokiói Közigazgatási Toronyban foglal helyet. Éppen ezért Sindzsuku Tokió prefektúra fővárosa; bár a kormányzói hivatal állítása szerint Tokió várost a 23 kerületével együtt nevezhetjük a tokiói nagyvárosi kerület fővárosának. A Japán Térinformatikai Hatóság (国土地理院, kokudocsiriin) Tokió várost nevezi a Tokió prefektúra központjának.

## Közlekedés
Sindzsuku egy hatalmas városi közlekedési központ. Becslések szerint a Sindzsuku pályaudvaron 3,64 millió utas közlekedik nap mint nap, ami méltán teszi a világ legforgalmasabb vasútállomásává. Átszállást biztosít három földalatti vasúthálózatra, három magántulajdonban lévő társaság járataira és több JR vasútvonalra is.

### Vasút

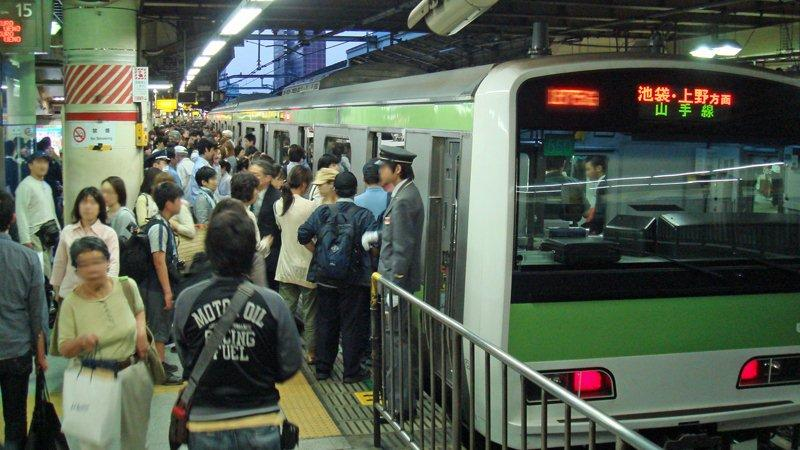
Tömeg a Sindzsuku vasútállomáson

Lista a keresztülhaladó tömegközlekedési vonalakról és a Sindzsukuban lévő állomásaikról:
- East Japan Railway Company
  - Jamanote-vonal: Takadanobaba, Sin-Ókubo, Sindzsuku
  - Csúó fővonal, Csúó-Szóbu vonal: Jocuja, Sinanomacsi, Sindzsuku, Ókubo
  - Szaikjóvonal, Sónan-Sindzsuku vonal: Sindzsuku
- Tokiói metró
  - Marunoucsi vonal: Jocuja, Jocuja-szancsóme, Sindzsuku-gjóenmae, Sindzsuku-szancsóme, Sindzsuku, Nisi-Sindzsuku
  - Júrakucsó vonal: Icsigaja, Ídabasi
  - Tózai vonal: Kagurazaka, Vaszeda, Takadanobaba, Ocsiai
  - Fukutosin vonal: Nisi-Vaszeda, Higasi-Sindzsuku, Sindzsuku-szancsóme
  - Namboku vonal: Idabasi, Icsigaja, Jocuja
- Toei metró
  - Toei Sindzsuku vonal: Akebonobasi, Sindzsuku-szancsóme, Sindzsuku
  - Toei Óedo vonal: Ocsiai-Minaminagaszaki, Nakai, Nisi-Sindzsuku-gocsóme, Tocsó-mae, Kokuricu-Kjógidzsó, Usigome-Kagurazaka, Usigome-Janagicsó, Vakamacu-Kavada, Higasi-Sindzsuku, Sindzsuku-Nisigucsi
  - Toden Arakava vonal: Omokagebasi, Vaszeda
- Odakjú Vasúttársaság
  - Odakjú Odavara vonal: Sindzsuku
- Keió Vállalat
  - Keió vonal, Keió új vonal: Sindzsuku
- Seibu Vasúttársaság
  - Szeibu Sindzsuku vonal: Szeibu-Sindzsuku, Takadanobaba, Simo-Ocsiai, Nakai

### Úthálózat
Shuto autópálya:

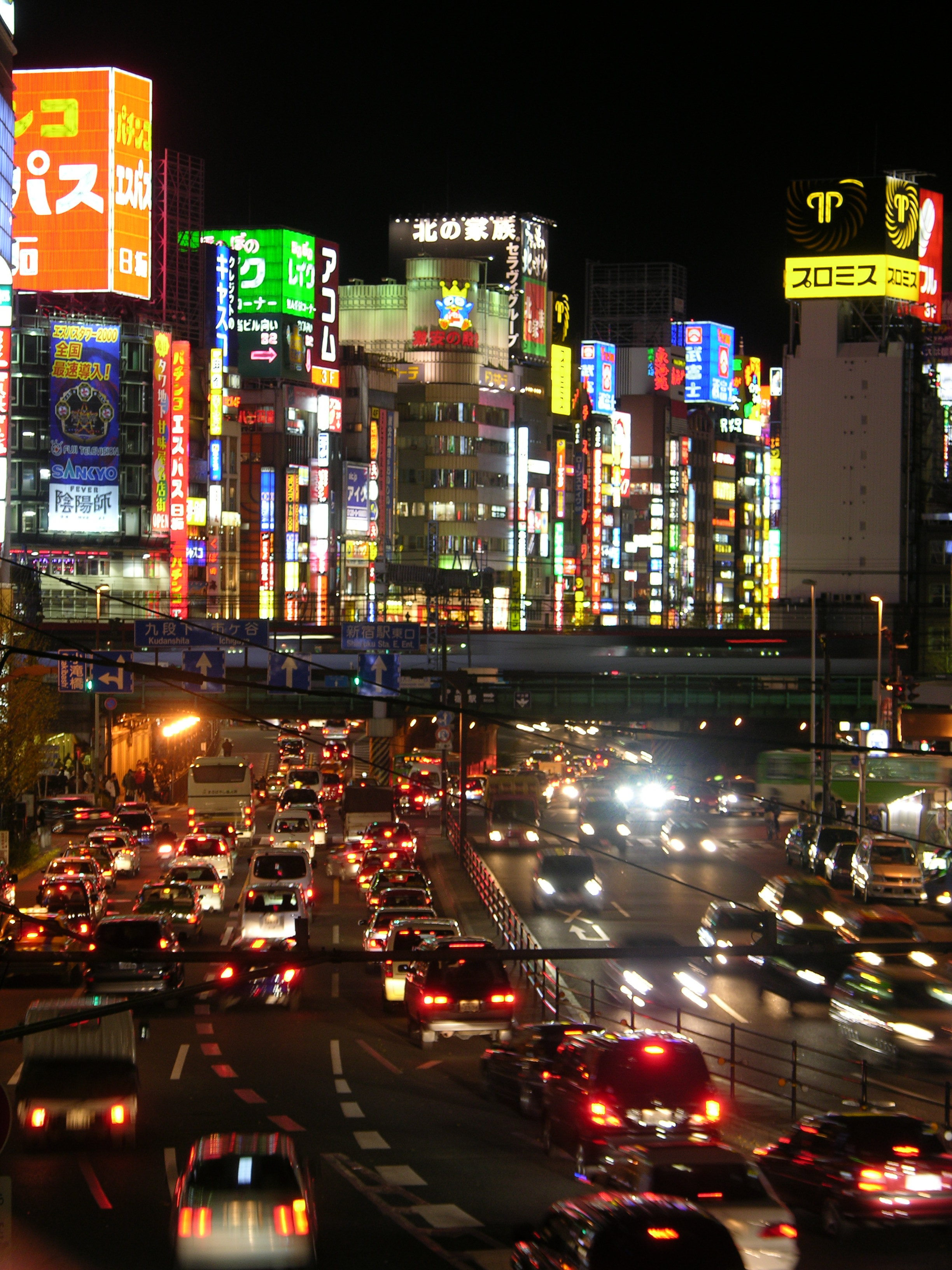
Éjjeli forgalom az Óme-kaidón Kabukicsó felé

- 4-es számú Sindzsuku pálya (Mijakezaka kereszteződés - Takaido)
- 5-ös számú Ikebukuro pálya (Takebasi kereszteződés - Bidzsogi kereszteződés)

Nemzeti országutak:
- Nemzeti Autópálya 20 (Sindzsuku-dóri, Kósú-kaidó)

Egyéb főútvonalak:
- Tokió Fővárosi Autópálya 8 (Medzsiro-dóri, Sin-Medzsiro-dóri)
- Tokió Fővárosi Autópálya 302 (Jaszukuni-dóri, Óme-kaidó)
- Tokió Fővárosi Autópálya 305 (Meidzsi-dóri)

## Oktatás

### Egyetemek és főiskolák

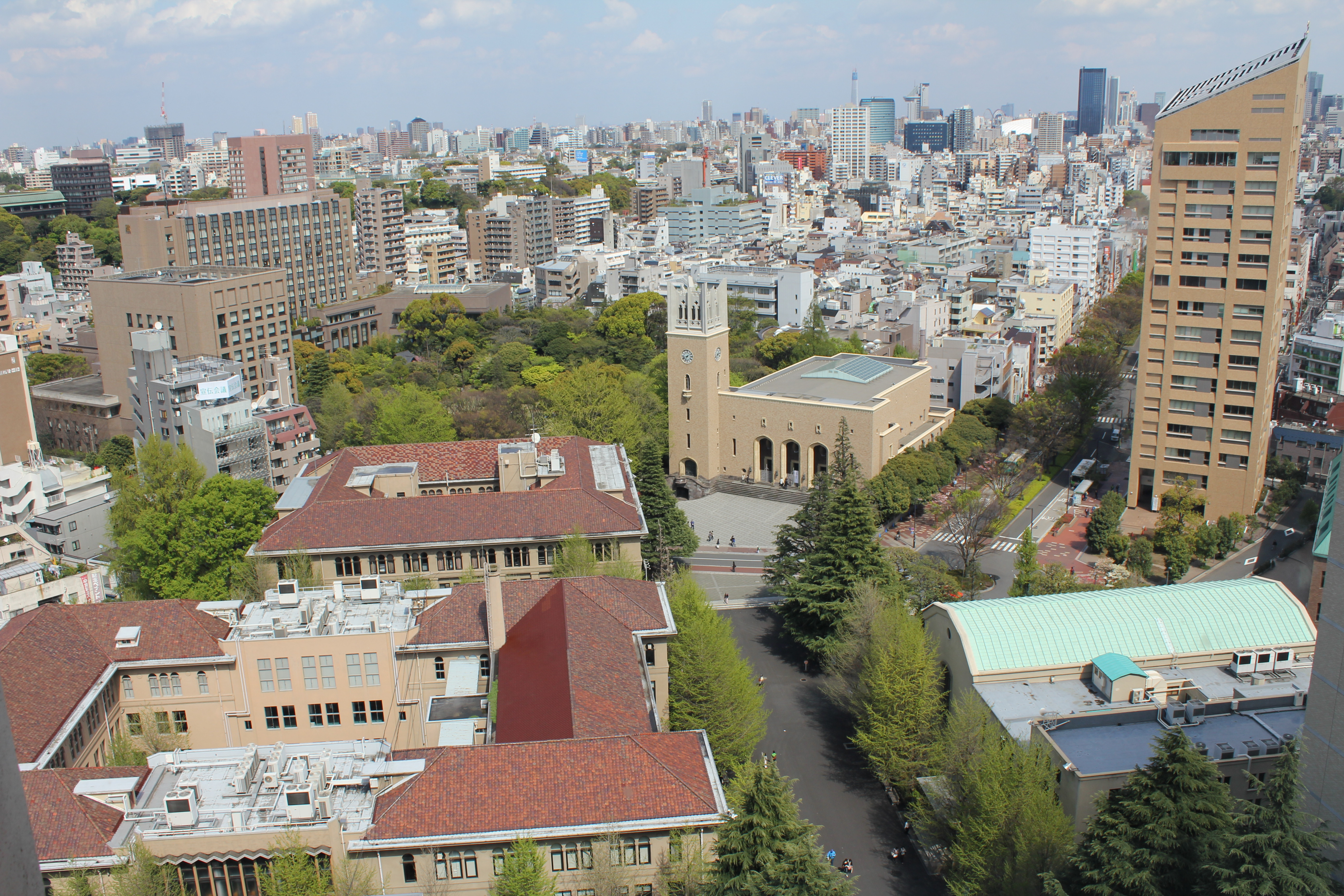
A Waseda Egyetem kampusza

- Chuo Egyetem
- Fuji Egyetem
- Gakushuin Egyetem
- Japán Elektronikai Főiskola
- Keio Egyetem
- Kogakuin Egyetem
- Lakeland Egyetem
- Mejiro Egyetem
- Seibo Főiskola
- Tokiói Orvostudományi Egyetem
- Tokiói Tudományegyetem
- Tokiói Női Orvostudományi Egyetem
- Vaszeda Tudományegyetem

### Iskolák
- Koishikawa Műszaki Középiskola
- Ichigaya Kereskedelmi Középiskola
- Shinjuku Középiskola
- Shinjuku Yamabuki Középiskola
- Toyama Középiskola

## Látnivalók

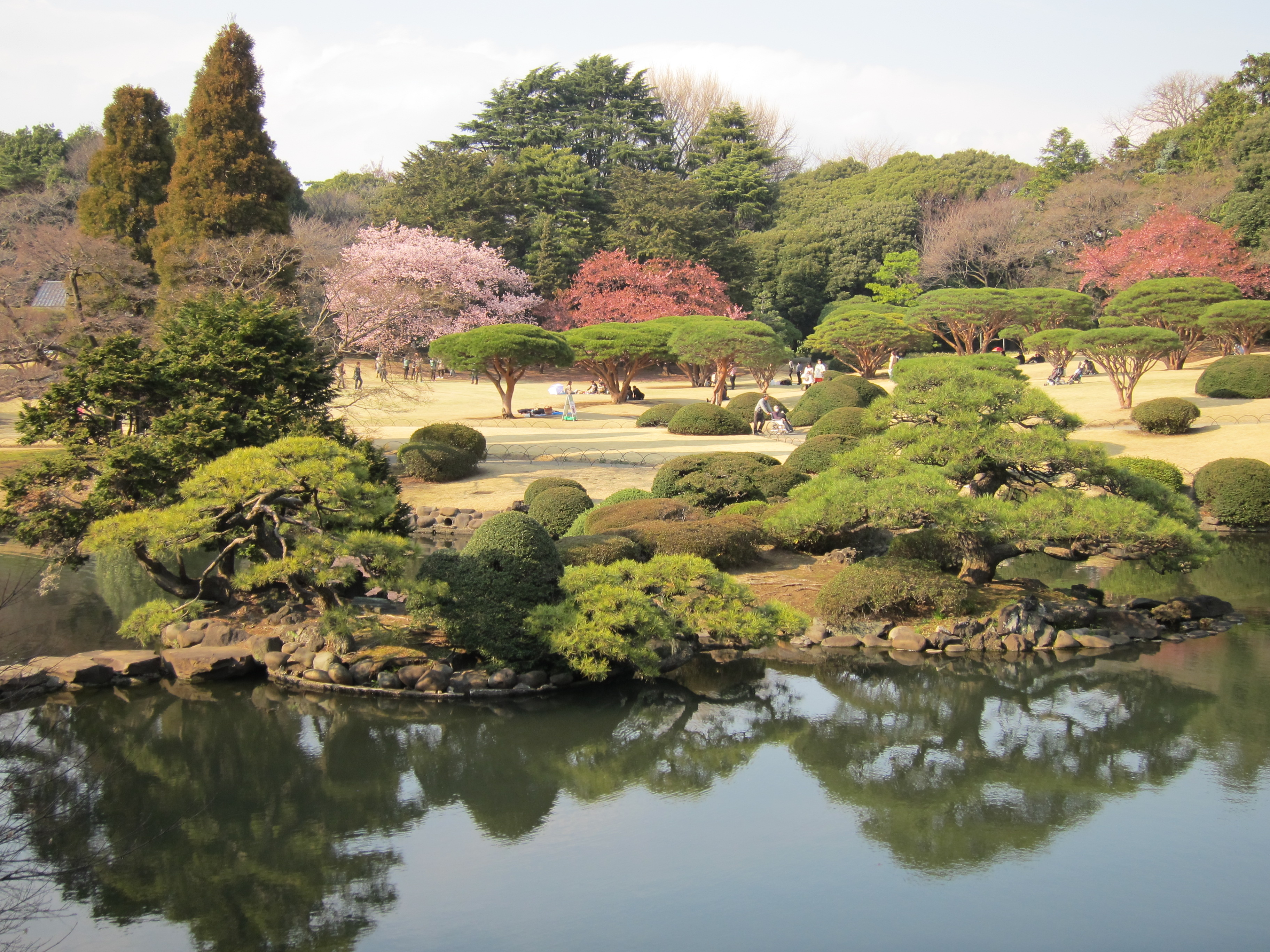
Sindzsuku Gjoen Nemzeti Park
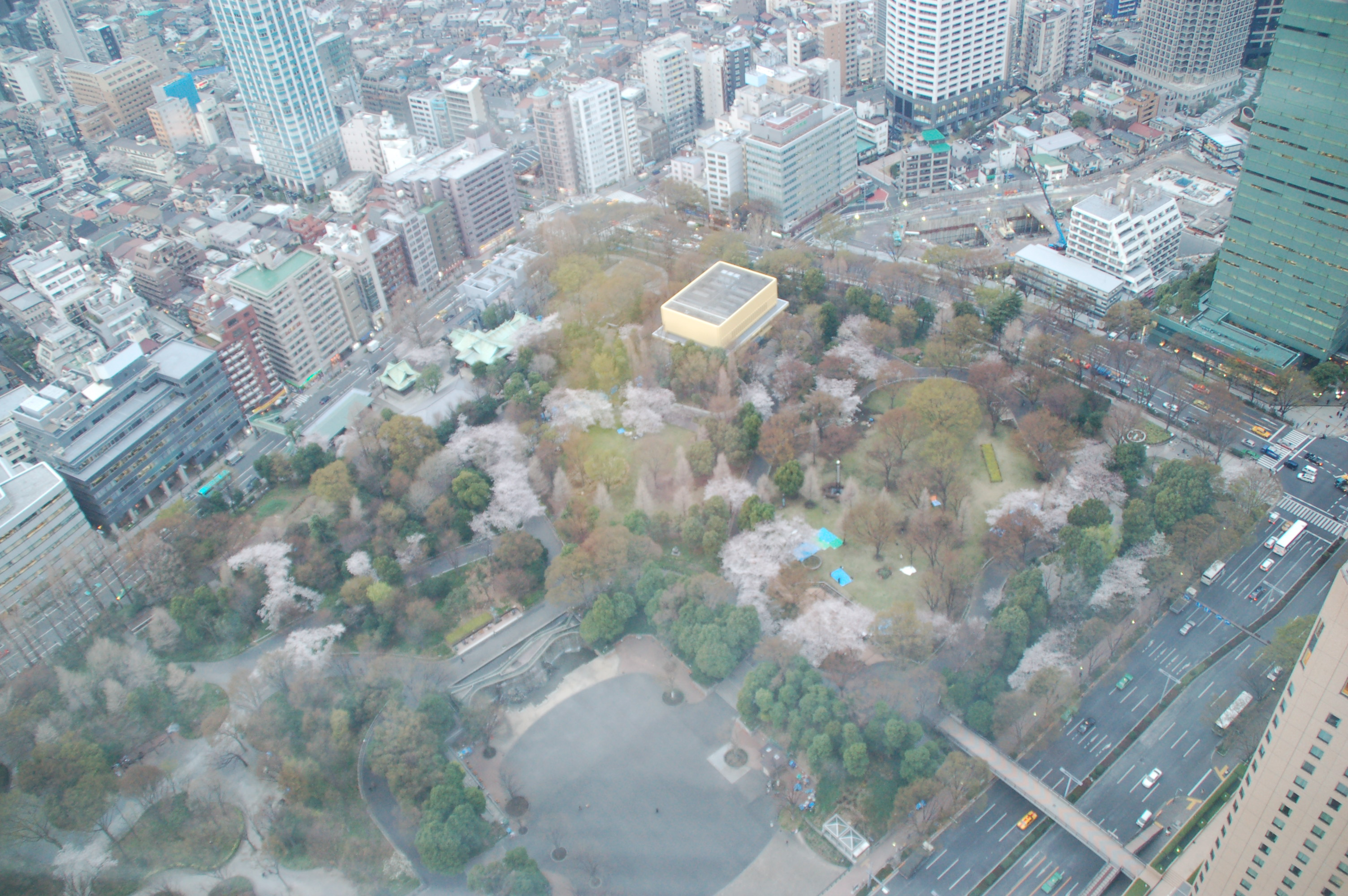
Shinjuku Central Park
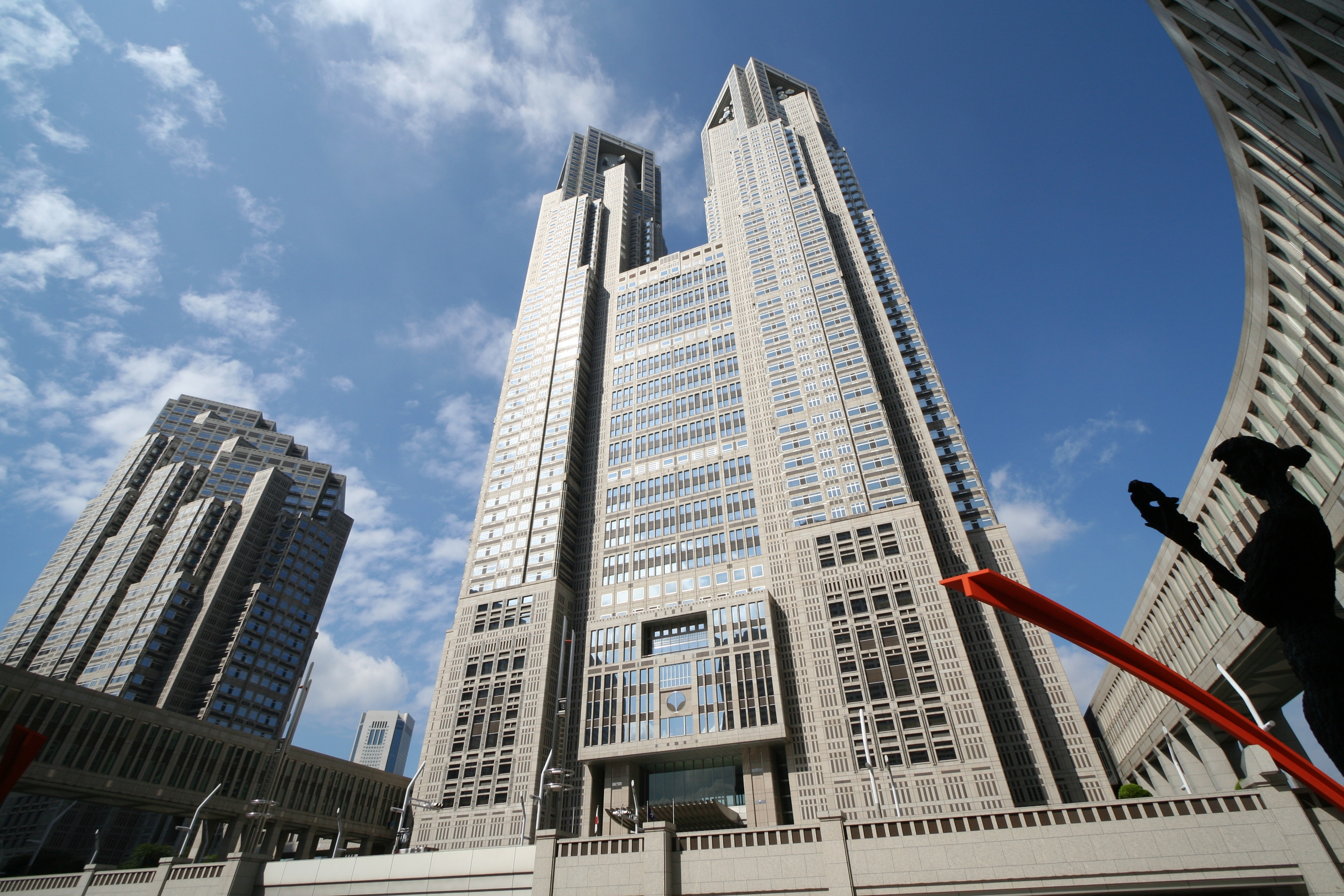
Tokiói Közigazgatási Torony
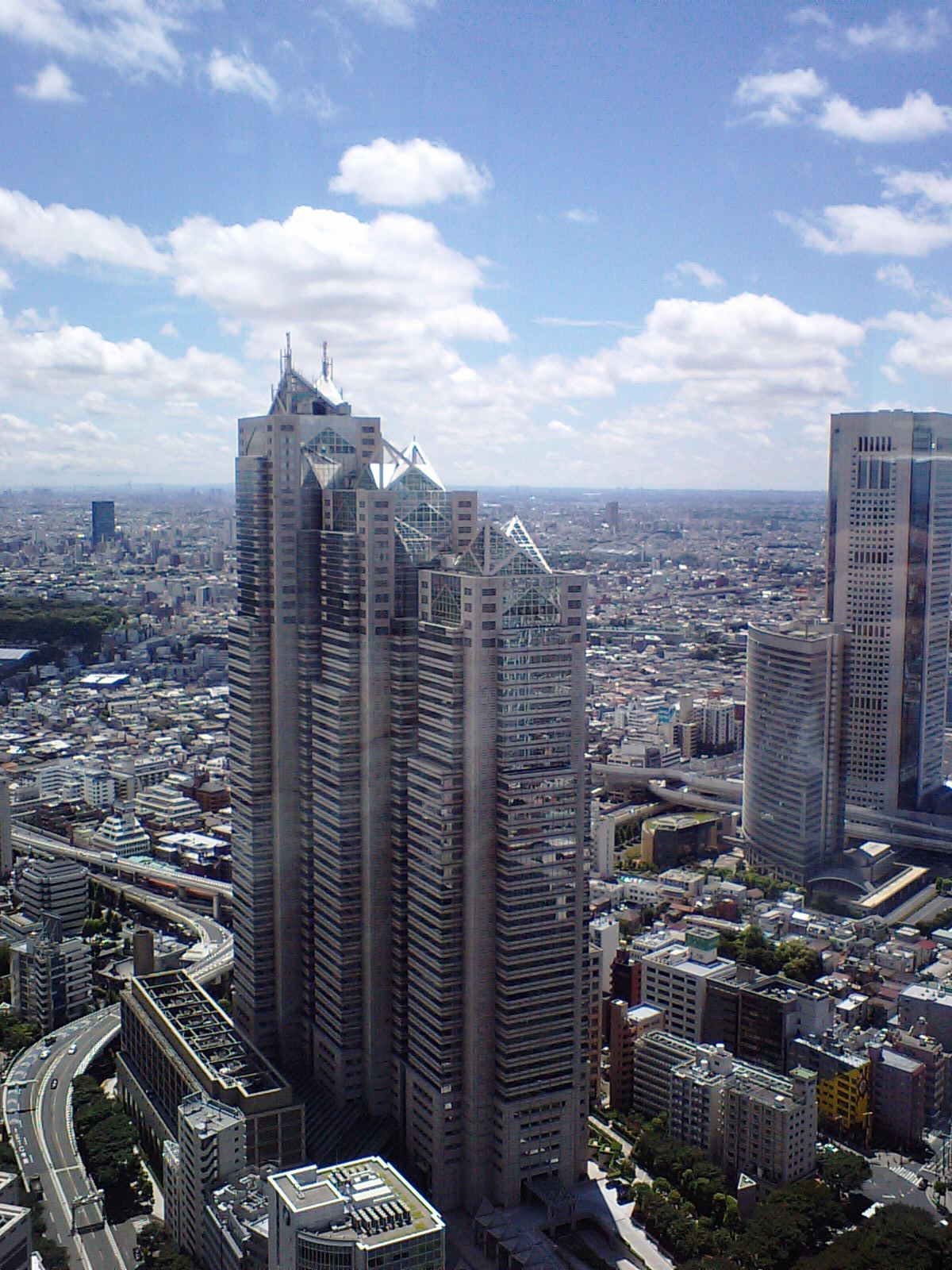
Park Hyatt Tokyo
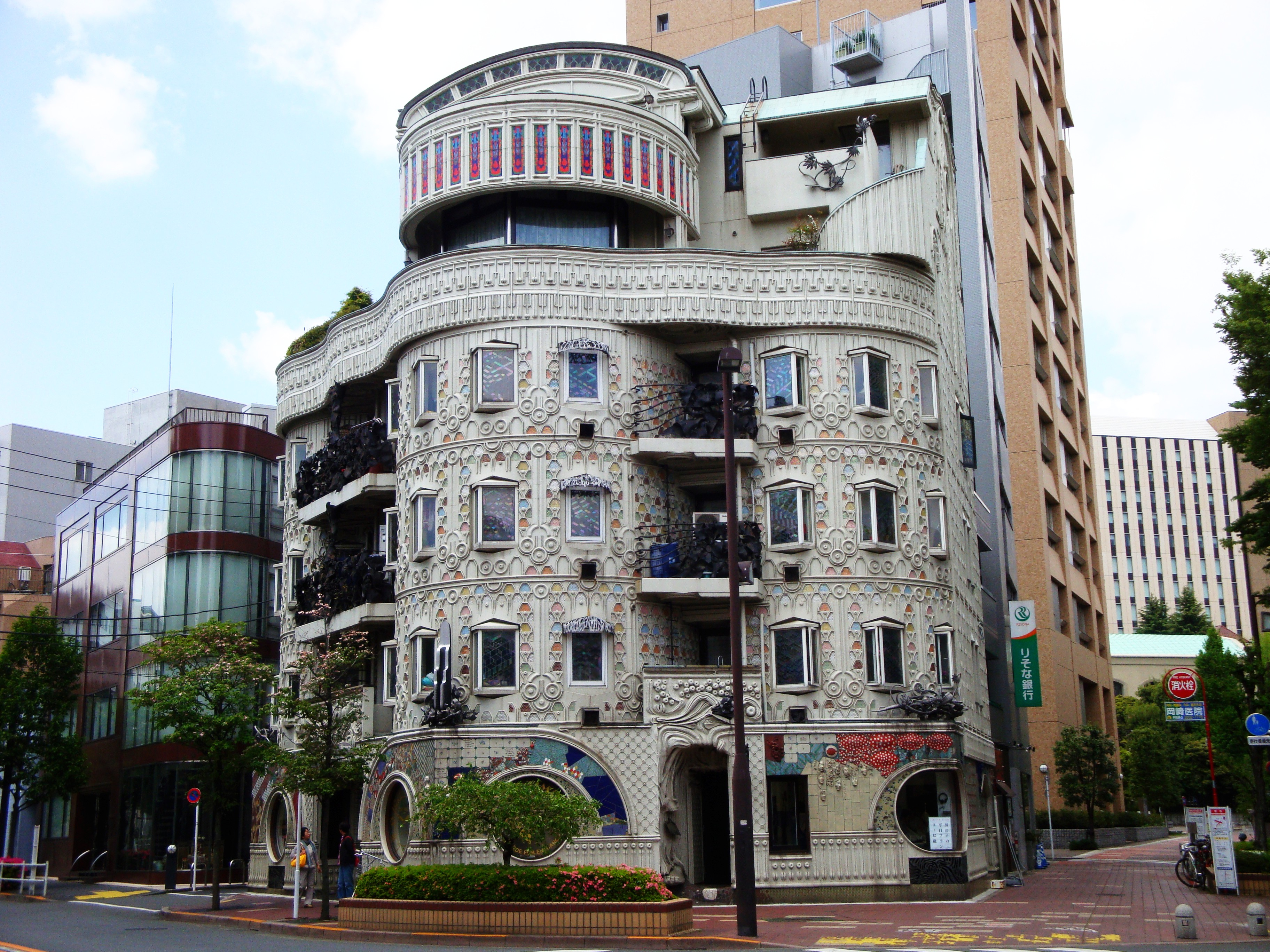
Waseda El Dorado
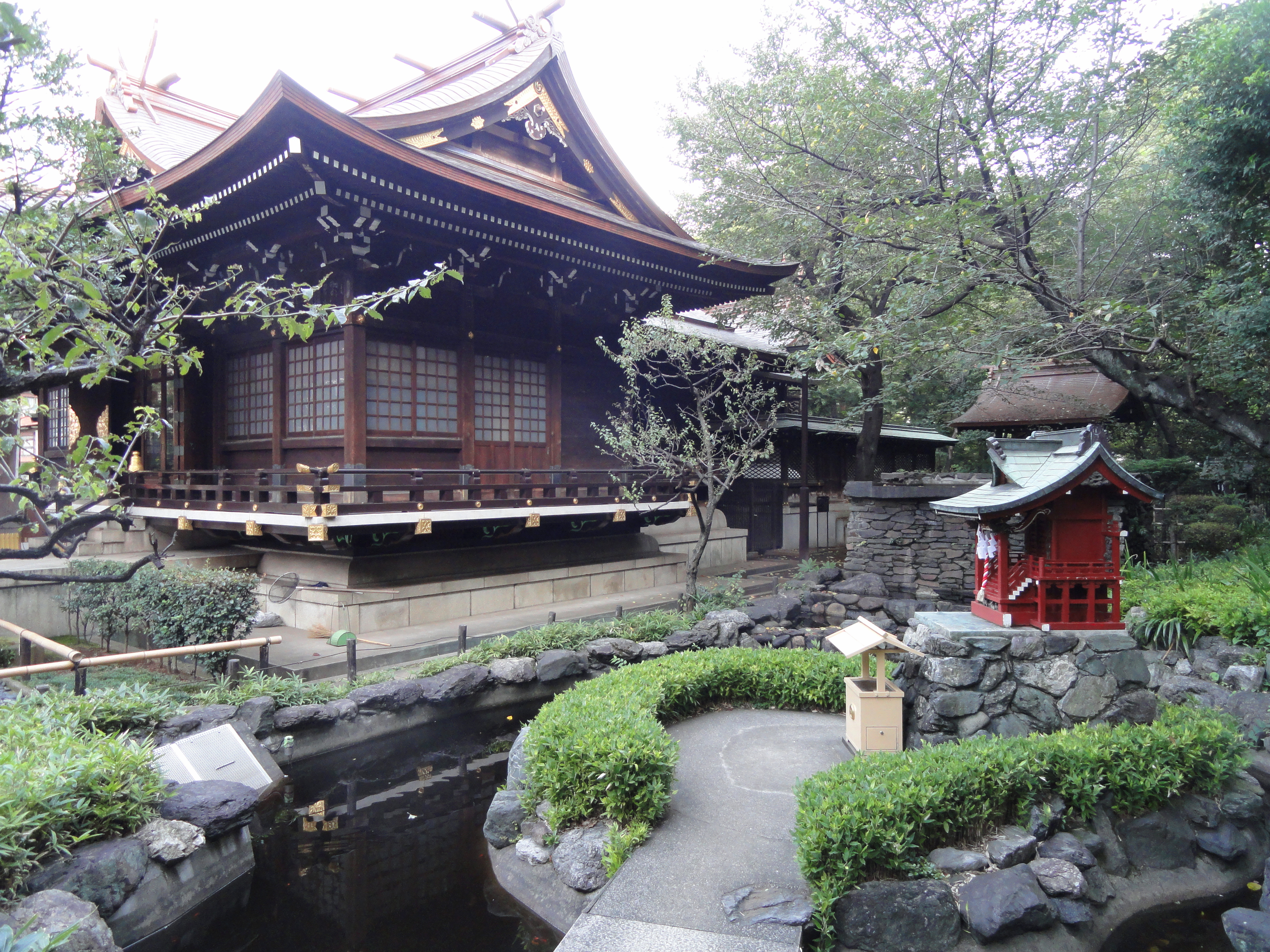
Kumano szentély
Fudzsi

## Testvérvárosok
- Ina, Nagano prefektúra, Japán
  - 1986.07.12.: baráti szövetség Takato várossal
  - 2006.07.02.: baráti szövetség Ina várossal

1986-ban Sindzsuku baráti szövetséget kötött a néhai Takato várossal. Amikor 2006-ban Takato egybeolvadt Ina városával, ugyanabban az évben megújították a szövetséget immáron Ina városként.
- Lefkada, Görögország
  - 1989.10.12.: a testvérvárosi szerződés aláírása a Lefkadaban született, Sindzsukuban elhunyt Lafcadio Hearn görög műfordító és esszéíró emlékére.[18][20]
- Mitte, Berlin, Németország
  - 1994.07.06.: szövetség a Berlin Mitte kerületében lévő Tiergartennel.

1990 júliusában Tiergarten testvérvárosi szövetséget ajánlott fel. A két város énekkarainak kölcsönös látogatásai és ifjúsági csereprogramok hatására aláírták a szerződést. Az újraegyesített Berlin közepében elhelyezkedő Tiergarten a parlament mellett több fontos intézmény otthonául is szolgál. 2001. január 1-jétől a közigazgatási körzetek átszervezésével Mitte néven létezik.
- Dongcseng, Peking, Kína
  - 1995.10.15.: testvérvárosi és együttműködési megállapodás kötése.

1988-ban Dongcseng testvérvárosi szövetséget ajánlott fel Sindzsuku számára, amelyhez a városok közötti csereprogramok kiépítése vezetett. Dongcseng Peking fővárosának központi kerülete, amely magába foglalja a Tiltott várost, a Mennyei béke terét, Wangfujing belvárosát és a pekingi főpályaudvart.

## Sindzsuku a médiában

### Könyv
- Jocuja Kaidan (四谷怪談): Japán egyik leghíresebb szellemtörténete

### Dorama
- Taijó ni Hoero! (太陽にほえろ!): a sorozatban szereplő detektívek egy Sindzsukura emlékeztető városban tevékenykedtek.
- Sindzsuku keiszacu (新宿警察): a sindzsukui rendőrségről szóló televíziósorozat.
- Kagurazaka Soszeikacuanzenka (神楽坂署生活安全課): rendőrségi drámasorozat, középpontjában a Sindzsukuban lévő Kagurazaka rendőrőrs áll.
- STATION: helyszíne a Sindzsuku pályaudvar.
- Denszecu no kjósi (伝説の教師): a Nyugat-Sindzsukuban lévő fikcionális iskolában játszódó drámasorozat.
- Koi szejo otome (恋セヨ乙女): a főszereplő egy rizsboltos lánya Nyugat-Sindzsukuban.
- Szentó no muszume!? (銭湯の娘!?): a helyszín a Nyugat-Sindzsukuban lévő "Rakunoju" (楽の湯) nevű fürdőház.
- Haikei, csicsiueszama (拝啓、父上様): Kagurazakában játszódó sorozat.

### Animeésmanga
- Digimon Tamers (デジモンテイマーズ): a sorozat főszereplői a kitalált Jodobasi általános iskola tanulói. Megjelenik benne a Toei Óedo metró és a Tokiói Közigazgatási Torony is.
- Astro Boy (鉄腕アトム): a főszereplő, Astro Boy Takadanobabában született.
- Conan, a detektív (名探偵コナン): a detektív főhős városában gyakran látni Sindzsuku feliratú rendszámtáblás autókat.

### Film
- Godzilla (ゴジラ) (1984): Godzilla a Nisi-Sindzsuku városrészt támadja meg.
- Godzilla vs. King Ghidorah (ゴジラvsキングギドラ) (1991): a két szörnyeteg főszereplő harca Sindzsukuban játszódik, melynek közepette összedől a Tokiói Közigazgatási Torony
- Godzilla 2000: Millennium (ゴジラ2000 ミレニアム) (1999): Orga és Godzilla a Tokyo Opera City toronynál csap össze.
- Shinjuku Incident (新宿インシデント) (2009): japán-hongkongi film Jackie Chan főszereplésével a kabukicsói alvilágról.

## Fordítás
- Ez a szócikk részben vagy egészben  a   Shinjuku című angol Wikipédia-szócikk fordításán alapul.  Az eredeti cikk szerkesztőit annak laptörténete sorolja fel. Ez a jelzés csupán a megfogalmazás eredetét és a szerzői jogokat jelzi, nem szolgál a cikkben szereplő információk forrásmegjelöléseként.
- Ez a szócikk részben vagy egészben  a(z)   新宿区 című japán Wikipédia-szócikk fordításán alapul.  Az eredeti cikk szerkesztőit annak laptörténete sorolja fel. Ez a jelzés csupán a megfogalmazás eredetét és a szerzői jogokat jelzi, nem szolgál a cikkben szereplő információk forrásmegjelöléseként.